# Hypselorhachis
Hypselorhachis là một chi động vật bò sát, có thể là một archosauria ctenosauriscidae họ hàng gần với Ctenosauriscus. 